# Deltocephalus malaiasiae
Deltocephalus malaiasiae är en insektsart som beskrevs av Jacobi 1941. Deltocephalus malaiasiae ingår i släktet Deltocephalus och familjen dvärgstritar. Inga underarter finns listade i Catalogue of Life.